# De wouden van Opaal
De wouden van Opaal is een Franse stripreeks geschreven door Christophe Arleston en getekend door Philippe Pellet. De reeks wordt in het Nederlands uitgegeven door Uitgeverij L sinds 2000. De eerste cyclus werd afgerond in 2016. 
In 2018 verscheen het eerste album van de tweede cyclus 'Het Lot van de Jongleur'. We bevinden ons 300 jaar later, Darko is nog slechts een legende en alle magie in de wereld van Opaal is zo goed als verdwenen. Het tekenwerk werd overgenomen door Fernandez onder toeziend oog van Pellet, Arleston blijft van dienst als scenarioschrijver.

## Verhaal
De wereld Opaal is bedekt met bomen waartussen diverse volken leven. Het overgrote deel van Opaal wordt beheerst door de kerk van het Licht in de vorm van priesters van het Licht en een enorm leger dat tot hun beschikking staat. De jonge Darko is van eenvoudige komaf, maar toch is hij de uitverkorene waar al lang over wordt gesproken. Het is aan hem en zijn vrienden om de priesters tegen te houden en de wereld te bevrijden van hun tirannie. Dat is echter gemakkelijker gezegd dan gedaan...

## Albums
Eerste Cyclus
1. De armband van Cohars (2000)
2. Het toverboek van de ketter (titel 2002: De schaduwkant van het magische boek)
3. Het groene litteken (2003)
4. De kerkers van Nenuuf (2010)
5. De wortelstad (2010)
6. De betovering van de pontifex (2010)
7. Tanden van steen (2012)
8. De horden van het duister (2014)
9. Een zee van licht (2016)

Tweede Cyclus
1. Het lot van de jongleur (2018)
2. De vergeten mythe (2020)
3. De verbolgen vonkel (2021)
4. De haven der dromen (2022)